# Kameleon (ozvezdje)
Kameleon je majhno ozvezdje na južnem nebu. Imenuje se po kameleonu, vrsti kuščarja. Prvič so ga definirali v 16. stoletju.

## Zgodovina
Kameleon je eno od 12 ozvezdij, ki jih je Petrus Plancius ustvaril po opazovanjih Pietra Dirkszoona Keyserja in Fredericka de Houtmana. Prvič se je pojavilo na globusu s premerom 35 cm iz leta 1597/8 v Amsterdamu. Izdelala sta ga Plancius in Jodocus Hondius. Johann Bayer je bil prvi uranograf, ki je Kameleona vključil v zvezdni atlas. Je samo eno od mnogih ozvezdij, ki so jih ustvarili evropski raziskovalci v 15. in 16. stoletju iz do tedaj neznanih zvezd južne nebesne poloble.
V kitajski astronomiji so zvezde Kameleona del asterizma Mali voz (小斗, Xiǎodǒu) med južnimi asterizmi (近南極星區, Jìnnánjíxīngōu) astronoma Xuja Guangqija.

## Značilnosti
Ozvezdje meji na Muho, Gredelj in Letečo ribo na severu, Mizo na zahodu, Oktant na jugu in Rajsko ptico na vzhodu.

### Zvezde
V kameleonu so štiri svetle zvezde, ki tvorijo obliko kompaktnega diamanta 10° ob južnem nebesnem polu in 15 stopinj južno od osi, ki jo Akruks (Alfa Južnega križa) tvori z Gaksruksom (Gama Južnega križa):
- α Kameleona (magnituda 4,1, 63 svetlobnih let od Zemlje, bela zvezda glavnega niza tipa F, razred F5 V Fe-0,8)
- β Kameleona (magnituda 4,24-4,3, 298 svetlobnih let, zvezda glavnega niza tipa B)
- γ Kameleona (magnituda 4,12, 418 svetlobnih let, razvita orjakinja tipa K, razred K5 III)
- δ2 Kameleona (magnituda 4,42, 351 svetlobnih let, modra zvezda glavnega niza tipa B, razred B3 V ali B2,5 IV), δ1 Kameleona (dvojna zvezda, magnituda 5,47, 350 svetlovnih let; A: razvita orjakinja tipa K, razred K0 III).[2]

V Kameleonu se nahaja tudi Cha 110913, edinstvena pritlikava zvezda ali proto-sončni sistem.

### Objekti globokega vesolja
Leta 1999 so blizu odkrili odprto zvezdno kopico s središčem ob zvezdi Eta Kameleona. Imenuje se Kopica Eta Kameleona ali Mamajek 1. Stara je 8 milijonov let in leži 316 svetlobnih let od Zemlje.
Ozvezdje vsebuje tudi molekularne oblake (»temni oblaki Kameleona«), ki tvorijo zvezde z nizko maso razreda T Tauri. Kompleks oblakov leži 400 do 600 svetlobnih let od Zemlje in vsebuje za več deset tisoč sončevih mas plinov in prahu.
Vsebuje tudi planetarno meglico NGC 3195, ki je dokaj medla. Na teleskopu izgleda velika kot Jupiter.